# Leichtathletik-Europameisterschaften 1998/Dreisprung der Frauen

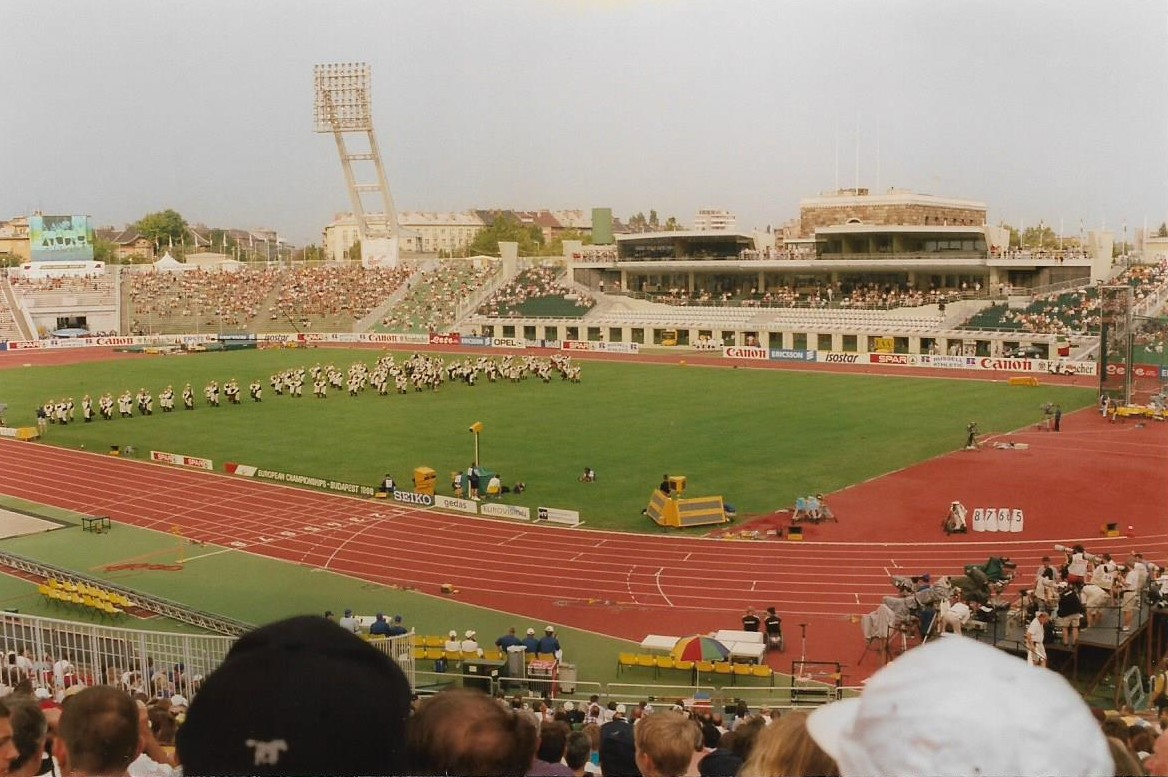
Das Népstadion von Budapest im Jahr 1998

Der Dreisprung der Frauen bei den Leichtathletik-Europameisterschaften 1998 wurde am 19. und 20. August 1998 im Népstadion der ungarischen Hauptstadt Budapest ausgetragen.
Europameisterin wurde die Griechin Olga Vasdéki. Sie gewann vor der amtierenden Weltmeisterin und Olympiadritten von 1996 Šárka Kašpárková aus Tschechien. Die Bulgarin Teresa Marinowa errang die Bronzemedaille.

## Bestehende Rekorde
| Weltrekord           | 15,50 m | Inessa Krawez  | WM Göteborg, Schweden | 10. August 1995 |
| Europarekord         | 15,50 m | Inessa Krawez  | WM Göteborg, Schweden | 10. August 1995 |
| Meisterschaftsrekord | 14,89 m | Anna Birjukowa | EM Helsinki, Finnland | 8. August 1994  |

Der bestehende EM-Rekord wurde bei diesen Europameisterschaften nicht erreicht. Die größte Weite erzielten die spätere Europameisterin Olga Vasdéki aus Griechenland sowie die spätere Vizeeuropameisterin Šárka Kašpárková aus Tschechien in der Qualifikation mit jeweils 14,59 m, womit sie jeweils dreißig Zentimeter unter dem Rekord blieben. Zum Welt- und Europarekord fehlten ihnen jeweils 91 Zentimeter.

## Windbedingungen
In den folgenden Ergebnisübersichten sind die Windbedingungen zu den jeweils besten Sprüngen benannt. Der erlaubte Grenzwert liegt bei zwei Metern pro Sekunde. Bei stärkerer Windunterstützung wird die Weite für den Wettkampf gewertet, findet jedoch keinen Eingang in Rekord- und Bestenlisten.

## Legende
Kurze Übersicht zur Bedeutung der Symbolik – so üblicherweise auch in sonstigen Veröffentlichungen verwendet:
| NM  | keine Weite (no mark)                                  |
| ogV | ohne gültigen Versuch                                  |
| NWI | keine Windinformation (No Wind Information)            |
| w   | Windunterstützung über dem zulässigen Wert von 2,0 m/s |
| x   | ungültig                                               |
| r   | Wettkampf nicht fortgesetzt (retired)                  |

## Qualifikation
19. August 1998
27 Wettbewerberinnen traten in zwei Gruppen zur Qualifikationsrunde an. Acht von ihnen (hellblau unterlegt) übertrafen die Qualifikationsweite für den direkten Finaleinzug von 14,20 m. Damit war die Mindestzahl von zwölf Finalteilnehmerinnen nicht erreicht. Das Finalfeld wurde mit den vier nächstplatzierten Sportlerinnen (hellgrün unterlegt) auf zwölf Springerinnen aufgefüllt. So mussten schließlich 14,08 m für die Finalteilnahme erbracht werden.

### Gruppe A

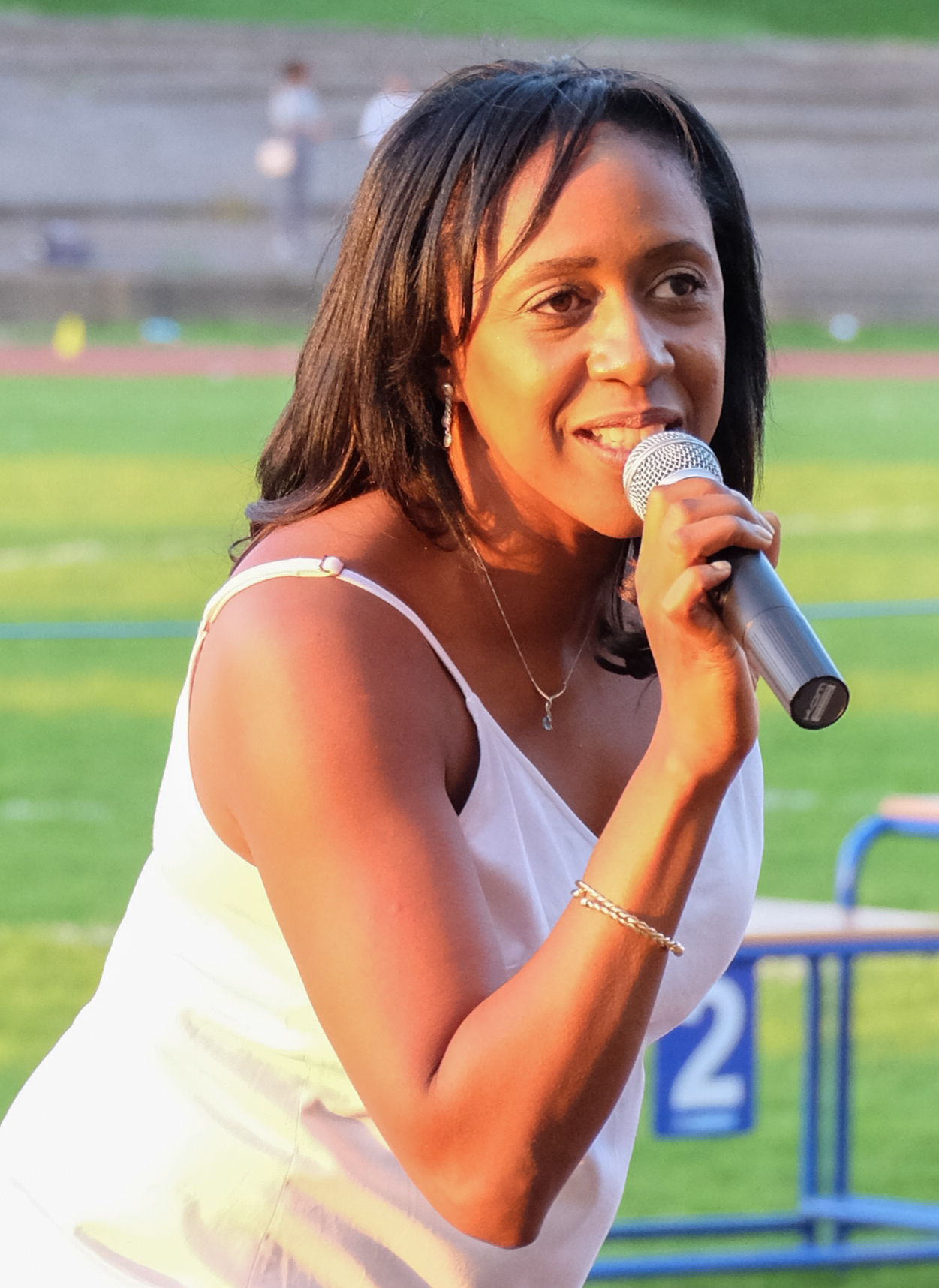
13,77 m waren für Connie Henry zu wenig für die Finalteilnahme

| Platz | Name             | Nation         | Weite (m) | Wind (m/s) |
| ----- | ---------------- | -------------- | --------- | ---------- |
| 1     | Šárka Kašpárková | Tschechien     | 14,5900   | NWI        |
| 2     | Olga Vasdéki     | Griechenland   | 14,5900   | +1,6       |
| 3     | Jelena Lebedenko | Russland       | 14,1800   | +2,0       |
| 4     | Adelina Gavrilă  | Rumänien       | 14,10 w   | +2,8       |
| 5     | Iwa Prandschewa  | Bulgarien      | 14,0800   | +1,6       |
| 6     | Betty Lise       | Frankreich     | 14,0600   | +0,6       |
| 7     | Gundega Sproge   | Lettland       | 14,0200   | −0,2       |
| 8     | Barbara Lah      | Italien        | 13,9100   | +0,8       |
| 9     | Anja Valant      | Slowenien      | 13,8500   | +1,1       |
| 10    | Virge Naeris     | Estland        | 13,8500   | ±0,0       |
| 11    | Connie Henry     | Großbritannien | 13,7700   | +0,8       |
| 12    | Cosmina Boaje    | Rumänien       | 13,7200   | −0,9       |
| 13    | Vera Bitanji     | Albanien       | 11,4400   | +0,1       |

### Gruppe B
| Platz | Name                  | Nation       | Weite (m) | Wind (m/s) |
| ----- | --------------------- | ------------ | --------- | ---------- |
| 1     | Jelena Donkina        | Russland     | 14,45     | +1,2       |
| 2     | Teresa Marinowa       | Bulgarien    | 14,43     | +0,1       |
| 3     | Rodica Mateescu       | Rumänien     | 14,41     | −0,4       |
| 4     | Olena Howorowa        | Ukraine      | 14,31     | +0,8       |
| 5     | Natallja Safronawa    | Belarus      | 14,24     | +1,3       |
| 6     | Paraskevi Tsiamíta    | Griechenland | 14,23     | +1,5       |
| 7     | Tatjana Lebedewa      | Russland     | 14,08     | +0,8       |
| 8     | Maria Costanza Moroni | Italien      | 13,89     | +0,6       |
| 9     | Dorthe Jensen         | Dänemark     | 13,78     | +1,1       |
| 10    | Heli Koivula          | Finnland     | 13,75     | +2,0       |
| 11    | Jeļena Blaževiča      | Lettland     | 13,62     | +0,7       |
| 12    | Sylvie Borda          | Frankreich   | 13,55     | +0,1       |
| 13    | Ilona Pazoła          | Polen        | 13,52     | +0,2       |
| 14    | Maria Dimitrova       | Bulgarien    | 13,40     | +1,3       |

## Finale
20. August 1998
| Platz | Name               | Nation       | Weite (m) | Wind (m/s) | Versuchsserien (m) | Versuchsserien (m) | Versuchsserien (m) | Versuchsserien (m)                            | Versuchsserien (m)                            | Versuchsserien (m)                            |
| Platz | Name               | Nation       | Weite (m) | Wind (m/s) | 1. Versuch         | 2. Versuch         | 3. Versuch         | 4. Versuch                                    | 5. Versuch                                    | 6. Versuch                                    |
| ----- | ------------------ | ------------ | --------- | ---------- | ------------------ | ------------------ | ------------------ | --------------------------------------------- | --------------------------------------------- | --------------------------------------------- |
| 1     | Olga Vasdéki       | Griechenland | 14,55     | −0,1       | 14,25              | 14,42              | 14,55              | 14,48                                         | x                                             | x                                             |
| 2     | Šárka Kašpárková   | Tschechien   | 14,53     | −1,0       | 14,53              | 14,26              | 14,49              | x                                             | 14,09                                         | 14,52                                         |
| 3     | Teresa Marinowa    | Bulgarien    | 14,50     | −1,6       | 14,29              | 14,33              | x                  | 14,36                                         | x                                             | 14,50                                         |
| 4     | Rodica Mateescu    | Rumänien     | 14,46     | −0,6       | 14,39              | 14,40              | 14,46              | 14,45                                         | x                                             | 13,83                                         |
| 5     | Tatjana Lebedewa   | Russland     | 14,25     | −0,7       | 13,86              | 14,02              | 14,18              | 14,25                                         | x                                             | 14,08                                         |
| 6     | Olena Howorowa     | Ukraine      | 14,24     | −0,6       | 14,24              | 14,22              | 14,17              | 14,23                                         | x                                             | 13,99                                         |
| 7     | Natallja Safronawa | Belarus      | 14,01     | −0,2       | 13,97              | 13,73              | 13,95              | 14,01                                         | 13,67                                         | 13,90                                         |
| 8     | Jelena Donkina     | Russland     | 13,92     | −1,1       | 13,92              | 13,55              | 12,63              | x                                             | x                                             | x                                             |
| 9     | Paraskevi Tsiamíta | Griechenland | 13,90     | −0,5       | x                  | 13,90              | 13,89              | nicht im Finale der besten acht Springerinnen | nicht im Finale der besten acht Springerinnen | nicht im Finale der besten acht Springerinnen |
| 10    | Jelena Lebedenko   | Russland     | 13,82     | −0,3       | x                  | 13,55              | 13,82              | nicht im Finale der besten acht Springerinnen | nicht im Finale der besten acht Springerinnen | nicht im Finale der besten acht Springerinnen |
| 11    | Adelina Gavrilă    | Rumänien     | 13,28     | −1,5       | 13,17              | 13,04              | 13,28              | nicht im Finale der besten acht Springerinnen | nicht im Finale der besten acht Springerinnen | nicht im Finale der besten acht Springerinnen |
| NM    | Iwa Prandschewa    | Bulgarien    | ogV       |            | x                  | r                  |                    | nicht im Finale der besten acht Springerinnen | nicht im Finale der besten acht Springerinnen | nicht im Finale der besten acht Springerinnen |

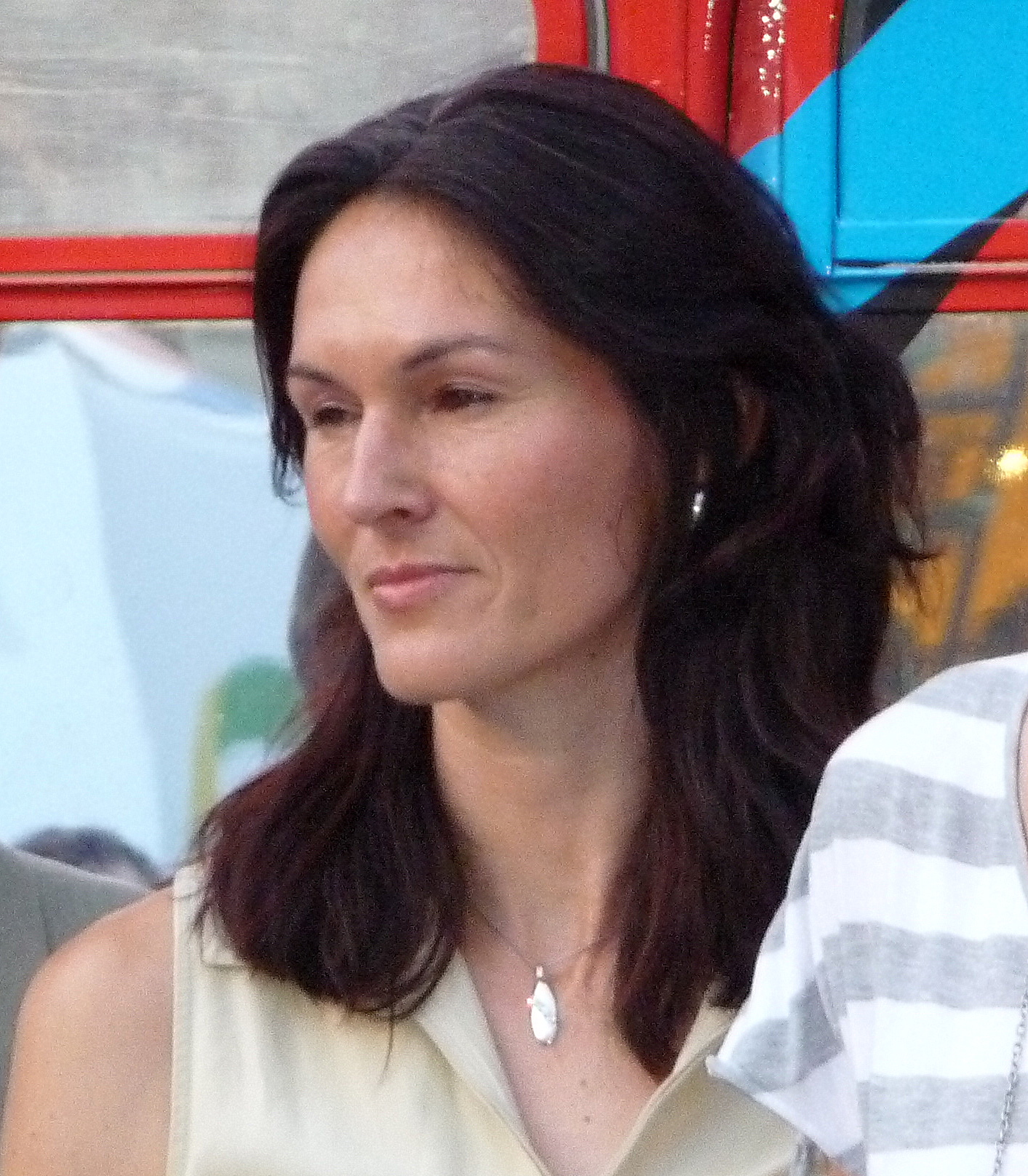
Silbermedaillengewinnerin Šárka Kašpárková
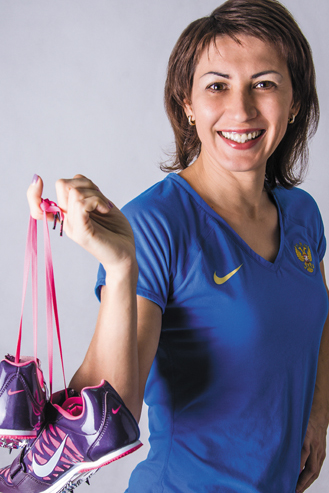
Tatjana Lebedewa erreichte hier Platz fünf – später war sie sehr erfolgreich